# Hội Khoa học Kỹ thuật Nhiệt Việt Nam
Hội Khoa học Kỹ thuật Nhiệt Việt Nam hay Hội KHKT Nhiệt Việt Nam, Hội Nhiệt Việt Nam là tổ chức xã hội nghề nghiệp phi lợi nhuận của những người và các tổ chức hoạt động nghiên cứu giảng dạy hay sản xuất liên quan đến kỹ thuật nhiệt tại Việt Nam. Hội là thành viên của Liên hiệp các Hội Khoa học và Kỹ thuật Việt Nam .
Hội có tên giao dịch tiếng Anh là Vietnam Thermal Science And Technology Association hoặc ngắn gọn là Vietnam Thermal Association, viết tắt là VTA .
Hội được thành lập tại Đại hội đại biểu toàn quốc ngày 10/01/1992, và được Chủ tịch Hội đồng Bộ trưởng phê duyệt tại Quyết định 375/CT ngày 14/11/1994.
Điều lệ Hội Nhiệt Việt Nam hiện hành được Ban TCCBCP phê duyệt tại Quyết định số 88/TCCP ngày 21 tháng 2 năm 1992 .
Văn phòng Hội đặt tại địa chỉ P.208 - P.210, Nhà CT4A2, Khu đô thị Bắc Linh Đàm, phường Đại Kim, quận Hoàng Mai, thành phố Hà Nội .
Hội Khoa học Kỹ thuật Nhiệt xuất bản Tạp chí Năng lượng Nhiệt Lưu trữ ngày 25 tháng 5 năm 2019 tại Wayback Machine .